# Belchertown (condado de Hampshire, Massachusetts)
Belchertown é um lugar designado pelo censo localizado no condado de Hampshire no estado estadounidense de Massachusetts. No Censo de 2010 tinha uma população de 2.899 habitantes e uma densidade populacional de 222,39 pessoas por km².

## Geografia
Belchertown encontra-se localizado nas coordenadas 42° 16′ 19″ N, 72° 24′ 10″ O. Segundo a Departamento do Censo dos Estados Unidos, Belchertown tem uma superfície total de 13.04 km², da qual 13.03 km² correspondem a terra firme e (0.04%) 0.01 km² é água.

## Demografia
Segundo o censo de 2010, tinha 2.899 pessoas residindo em Belchertown. A densidade populacional era de 222,39 hab./km². Dos 2.899 habitantes, Belchertown estava composto pelo 91% brancos, o 1.79% eram afroamericanos, o 0.1% eram amerindios, o 2.69% eram asiáticos, o 0.14% eram insulares do Pacífico, o 1.69% eram de outras raças e o 2.59% pertenciam a duas ou mais raças. Do total da população o 4.52% eram hispanos ou latinos de qualquer raça.